# 1317 هـ
1317 هـ هي سنة في التقويم الهجري امتدت مقابلةً في التقويم الميلادي بين سنتي 1899 و1900.

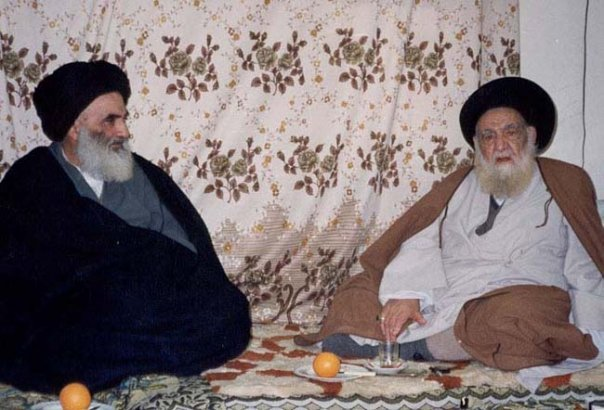
أبو القاسم الخوئي

## أحداث
- 6 جمادى الأولى: عودة الشاعر محمود سامي البارودي من منفاه في سرنديب، وقد كان رئيسا للوزارة التي عُرفت بوزارة الثورة قبل نفيه إلى سرنديب بعد فشل الثورة العرابية، وتوفي في القاهرة (1322هـ = 1904).

## مواليد
- البهي الخولي
- فوزي المعلوف
- محمد إدريس الكاندهلوي
- محمد يوسف موسى
- الشيخ عبدالله بن عمر بن دهيش
- أبو القاسم الخوئي
- أحمد توفيق المدني
- إبراهيم حقي الحسيني
- الطاهر الحداد
- حسن بن محمد المشاط
- حسني سبح
- رياض المعلوف
- سعيد كامل الصباغ
- عبد المقصود محمد سالم
- عبد المنعم الغلامي
- محمد أحمد دهمان
- محمد رضا الطبسي
- هاشم الحداد
- يوسف محمد الهندي السلفي

## وفيات
- جعفر بن إسماعيل البرزنجي
- فرديناند فستنفلد
- قاسم الغواص
- نجيب سليمان الحداد
- نعمان الآلوسي
- نوبار باشا
- ييتر يوهانس فت
- نعمان الألوسي
- عبد المجيد أيوب العبيدي - فقيه وأديب وخطاط وشاعر بغدادي.